# Ute glabra
Ute glabra är en svampdjursart som beskrevs av Schmidt 1864. Ute glabra ingår i släktet Ute och familjen Grantiidae. Arten är reproducerande i Sverige. Inga underarter finns listade i Catalogue of Life.